# Athirasa
Athirasa são pequenos bolos fritos, típicos do Sri Lanka e normalmente preparados para as festividades do Ano Novo cingalês. Estes bolinhos têm como base arroz pilado e xarope-de-palmeira ("coconut or kithul treacle").
Ferve-se o xarope e junta-se o arroz pilado e pequenas quantidades de arroz torrado até formar uma bola, que se tira do lume e se coloca numa superfície untada com óleo (de preferência de coco) até arrefecer. Ferve-se água na panela onde se cozeu a massa, até obter uma pasta de amido, que se usa para misturar com a massa de arroz e xarope até que a massa fique homogénea. Fazem-se pequenas bolas com a massa, que depois se achatam para fazer pequenos bolos, que se fritam em óleo bem quente e depois se escorrem. 